# مارتا ویکرز
مارتا ویکرز (انگلیسی: Martha Vickers؛ ۲۸ مهٔ ۱۹۲۵ – ۲ نوامبر ۱۹۷۱) یک هنرپیشه اهل ایالات متحده آمریکا بود. از فیلم‌های او می‌توان به خواب ابدی (۱۹۴۶) و سارق (۱۹۵۷) اشاره کرد.